# Каза ле Бице (Арецо)
Каза ле Бице је насеље у Италији у округу Арецо, региону Тоскана.
Према процени из 2011. у насељу је живело 45 становника. Насеље се налази на надморској висини од 317 м.